# Escuts i banderes de l'Alt Empordà

Escut oficial de l'Alt Empordà

Bandera oficial de l'Alt Empordà

Els escuts i banderes de l'Alt Empordà són el conjunt de símbols que representen els municipis d'aquesta comarca. Pel que fa als escuts comarcals cal dir que s'han creat expressament per representar els Consells i, per extensió, són el símbol de tota la comarca. En aquest article s'hi inclouen els escuts i les banderes oficialitzats pel Departament de Governació i Relacions Institucionals de la Generalitat de Catalunya, que en té la competència. No tenen escut ni bandera oficial els municipis de Boadella i les Escaules, Borrassà, Colera, el Far d'Empordà, Figueres, Lladó, Mollet de Peralada, Sant Miquel de Fluvià i Vilamaniscle.

## Escuts oficials

Agullana Aprovat el 22 de setembre de 2020.
Albanyà Aprovat el 20 de març de 1992.
l'Armentera Aprovat el 26 de novembre de 1999.
Avinyonet de Puigventós Aprovat el 5 de juliol de 1984
Bàscara Aprovat el 15 d'abril del 2009.
Biure Aprovat el 7 de juny del 2004.
Cabanelles Aprovat el 24 de desembre del 2003.
Cabanes Aprovat el 29 de març del 2016.
Cadaqués Aprovat el 7 de juny de 2024.
Cantallops Aprovat el 3 de novembre de 1999.
Campmany Aprovat el 12 de maig de 1983.
Castelló d'Empúries Aprovat el 14 de setembre del 2005.
Cistella Aprovat el 13 de maig de 1991.
Darnius Aprovat el 5 d'agost de 1988.
l'Escala Aprovat el 27 de setembre del 2004.
Espolla Aprovat el 10 de gener de 1996.
Fortià Aprovat el 23 de gener de 1989.
Garrigàs Aprovat el 27 de desembre del 2000.
Garriguella Aprovat el 15 de gener de 1987.
la Jonquera Aprovat el 17 de desembre del 1990.
Llançà Aprovat el 17 d'abril de 1986.
Llers Aprovat el 24 de desembre del 2003.
Maçanet de Cabrenys Aprovat el 25 de juny de 1993.
Masarac Aprovat el 15 de novembre de 1991.
Navata Aprovat el 28 d'abril de 1993.
Ordis Aprovat el 4 d'agost de 1987.
Palau de Santa Eulàlia Aprovat el 10 d'octubre de 1995.
Palau-saverdera Aprovat el 2 de desembre de 1992.
Pau Aprovat el 28 de maig de 1984.
Pedret i Marzà Aprovat el 19 de maig de 1987.
Peralada Aprovat el 14 de juny de 1988.
Pont de Molins Aprovat el 12 de desembre de 2014.
Pontós Aprovat el 26 de novembre de 1999.
el Port de la Selva Aprovat el 25 de novembre de 1991.
Portbou Aprovat el 22 de gener de 2009.
Rabós Aprovat el 3 d'octubre de 1989.
Riumors Aprovat el 20 de gener de 1983.
Roses Aprovat el 10 de març de 1992.
Sant Climent Sescebes Aprovat el 15 de febrer del 2005.
Sant Llorenç de la Muga Aprovat el 21 de maig de 2008.
Sant Mori Aprovat el 28 de maig de 1992.
Sant Pere Pescador Aprovat el 16 d'abril del 2009.
Santa Llogaia d'Àlguema Aprovat el 12 de gener de 1984.
Saus, Camallera i Llampaies Aprovat el 19 de maig de 1987.
la Selva de Mar Aprovat el 7 de maig del 2007.
Siurana Publicat al DOGC el 4 de febrer de 1997.
Terrades Aprovat el 21 de maig de 1993.
Torroella de Fluvià Aprovat el 26 de març del 2001.
la Vajol Aprovat el 26 de maig del 2009.
Ventalló Aprovat el 25 de juliol del 2013.
Vila-sacra Aprovat el 5 de juliol de 1994.
Vilabertran Aprovat el 14 de novembre de 1985.
Vilajuïga Aprovat el 26 d'octubre de 1992.
Viladamat Aprovat el 15 de març de 1984.
Vilafant Aprovat el 5 de setembre del 2003.
Vilamacolum Aprovat el 22 de maig de 1992.
Vilamalla Aprovat el 12 de juliol de 1984.
Vilanant Aprovat el 9 de juny de 1993.
Vilaür Aprovat el 26 de març de 1991.

## Banderes oficials

Albanyà Aprovada el 15 de gener de 2002.
l'Armentera Aprovada el 30 de març de 2005.
Avinyonet de Puigventós Aprovada el 13 de novembre de 2008
Bàscara Aprovada el 14 d'abril de 2010.
Cantallops Aprovada el 20 de novembre de 2000.
Campmany Aprovada el 31 de març de 1994.
Castelló d'Empúries Aprovada el 27 de setembre de 2007.
Cistella Aprovada el 28 de novembre de 2016.
l'Escala Aprovada el 26 de maig de 2006.
Garrigàs Aprovada el 7 de febrer de 2002.
Garriguella Aprovada el 18 de juliol de 1990.
la Jonquera Publicada al DOGC el 18 de febrer de 1991.
Llançà Publicada al DOGC el 4 de maig de 2005.
Llers Aprovada 12 de juliol de 2006.
Maçanet de Cabrenys Aprovada el 12 de juny de 1998.
Navata Aprovada l'11 d'abril de 1994.
Ordis Aprovada el 7 de febrer de 2002.
Palau de Santa Eulàlia Aprovada el 24 de setembre de 2007.
Palau-saverdera Aprovada el 3 de maig de 1994.
Pau Aprovada el 2 de setembre de 2003.
Pedret i Marzà Aprovada el 22 de novembre de 1999.
Peralada Aprovada el 9 de maig de 1990.
Pont de Molins Aprovada el 3 de novembre de 2015.
Roses Aprovada el 22 de setembre de 1995.
Sant Llorenç de la Muga Aprovada el 9 d'octubre de 2009.
Sant Mori Aprovada el 2 de setembre de 1992.
Santa Llogaia d'Àlguema Aprovada el 14 de desembre de 1989.
Saus, Camallera i Llampaies Aprovada el 14 de desembre de 1989.
Torroella de Fluvià Aprovada el 21 de febrer de 2002.
Vilabertran Publicada al DOGC el 29 de gener de 1990.
Vilajuïga Aprovada l'agost del 2008 de 1989.
Vilamacolum Aprovada el 26 de maig de 1995.
Vilamalla Aprovada el 23 març 2008.
Vilaür Aprovada el 24 setembre de 2007.